# Aeropuerto Internacional de Samara-Kurúmoch

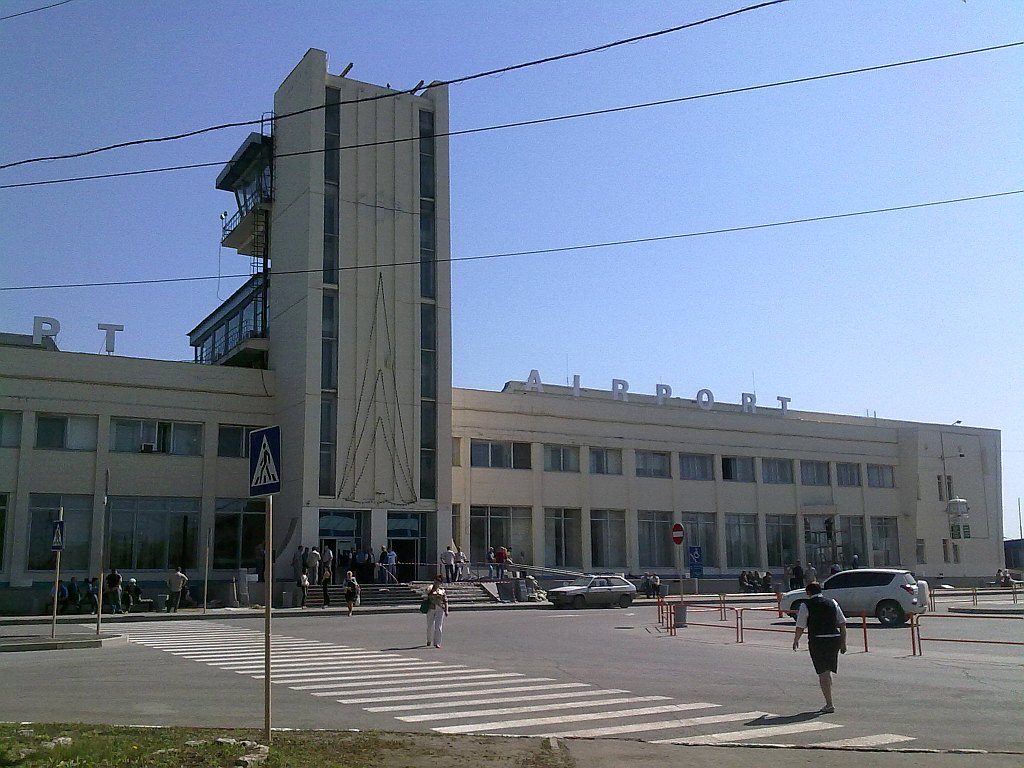
Terminal del aeropuerto

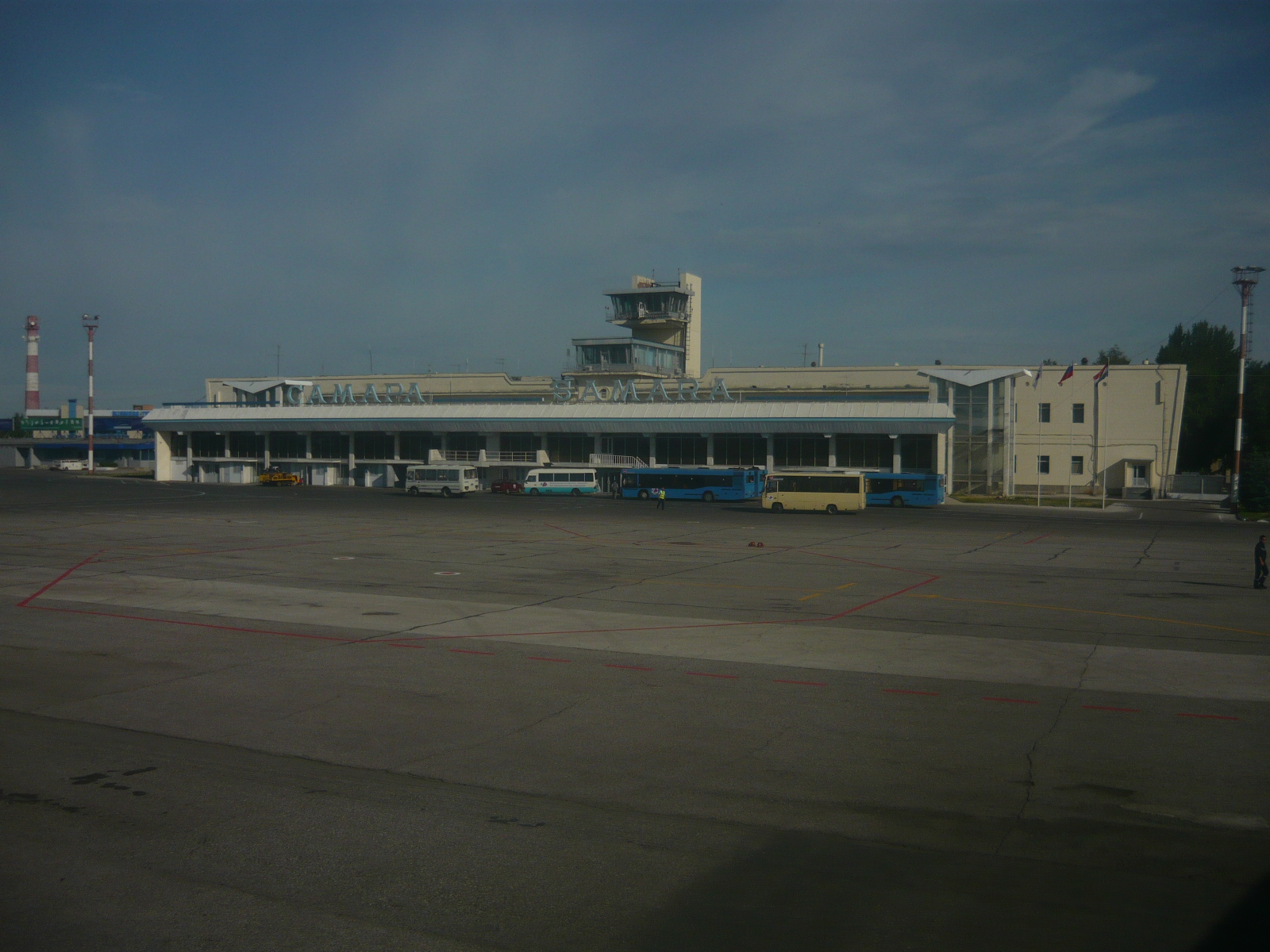
Terminal del aeropuerto

El Aeropuerto Internacional de Samara-Kurúmoch (en ruso: Международный Аэропорт Самара-Курумоч tr.: Mezhdunarodnyy Aeroport Samara-Kurumoch, código IATA: KUF, ICAO: UWWW) es conocido también como aeropuerto de Samara-Norte, o aeropuerto de Samara-Beresa (el nombre del pueblo más cercano). Es el aeropuerto internacional principal en el óblast de Samara y de la región económica del Volga (Povolzhie) de Rusia. En 2008 movió 1.46 millones de personas. Está situado a 145m (457.72 pies) sobre el nivel del mar, a 35km de la ciudad de Samara.

## Historia
El aeropuerto fue el primero en Rusia en adoptar el sistema de aterrizaje con sistemas satelitares. El aeropuerto era la base técnica de Aeroflot-Povolzhie y actualmente es la base técnica de la compañía aérea rusa Samara Airlines.

## Datos técnicos
El aeropuerto está actualmente equipado para la atención, el aterrizaje y el despegue de los aviones: Airbus A319, Airbus A310-200(300), Airbus A320-200(100), Boeing 737, Ilyushin Il-18, Ilyushin Il-76TD, Ilyushin Il-86, Ilyushin Il-62M, Ilyushin Il-96-300, Yakovlev Yak-40, Yakovlev Yak-42, Tupolev Tu-134, Tupolev Tu-154, Antonov An-12, Antonov An-22 Antonov An-24, Antonov An-26, Antonov An-30, Antonov An-32, Antonov An-124-100, McDonnell Douglas MD-81, McDonnell Douglas MD-82, McDonnell Douglas MD-83, McDonnell Douglas MD-87, McDonnell Douglas MD-88, McDonnell Douglas MD-90-30, McDonnell Douglas MD-95-30, Pilatus PC-6, Pilatus PC-12 y de todos los tipos de helicóptero. Cuenta con dos pistas activas (una de asfalto de 2.500mx60m -orientada 051/231, y una de cemento de 3000m x 45m -orientada 150/330) preparadas con todos los sistemas modernos que permiten el aterrizaje y despegue de los aviones en todas direcciones. Dispone de una terminal de carga con capacidad para doscientas toneladas de mercancías al día.

## Estrategia
El aeropuerto internacional de Samara actualmente sirve a numerosos destinos nacionales e internacionales de línea. El mayor volumen de pasajeros es hacia Moscú, San Petersburgo y Kaliningrado en Rusia, y Praga en República Checa. Los principales destinos chárter actualmente servidos incluyen países europeos como Austria, Bulgaria, Grecia, Italia, países de Oriente Medio como Emiratos Árabes Unidos, Turquía y países africanos como Túnez o Egipto.
La estrategia del aeropuerto de Samara prevé el desarrollo de la red de vuelos de línea y la ulterior aumento de la frecuencia de los vuelos ya existentes.

## Compañías aéreas y destinos
El aeropuerto internacional de Kurúmoch está gestionado por la compañía aérea rusa Samara Airlines.
Las compañías aéreas que operan en el aeropuerto de Samara son compañías rusas, europeas y centroasiáticas:
| Aerolíneas         | Destinos |
| ------------------ | --- |
| Aeroflot           | Moscú–Sheremetyevo                                                                                           |
| ALROSA             | Mirny, Moscú–Domodedovo                                                                                      |
| Armenian Airlines  | Yerevan |
| Azimuth            | Krasnodar, Mineralnye Vody, Rostov-on-Don                                                                    |
| Azur Air           | Chárter estacional: Dubai–Al Maktoum, Goa, Nha Trang, Phuket, Zanzíbar                                       |
| flydubai           | Estacional: Dubai–International                                                                              |
| I-Fly              | Chárter estacional: Sanya                                                                                    |
| Ikar               | Yerevan Chárter estacional: Dubai–Al Maktoum                                                                 |
| IrAero             | Baku, Nizhny Novgorod, Novy Urengoy, San Petersburgo, Volgograd                                              |
| Izhavia            | Chárter estacional: Novy Urengoy                                                                             |
| Nordwind Airlines  | Baku, Estambul, Kaliningrad Estacional: Yerevan Chárter estacional: Nha Trang, Pattaya, Phuket               |
| Red Wings Airlines | Moscú–Domodedovo Chárter estacional: Antalya                                                                 |
| Rossiya            | San Petersburgo Estacional: Sochi                                                                            |
| RusLine            | Syktyvkar |
| S7 Airlines        | Moscú–Domodedovo, Novosibirsk Estacional: Hurghada, Sharm el-Sheij                                           |
| SmartAvia          | Krasnodar, Nizhnevartovsk, Novy Urengoy, San Petersburgo                                                     |
| Southwind Airlines | Chárter estacional: Antalya                                                                                  |
| Turkish Airlines   | Estambul |
| Ural Airlines      | Dushanbe, Khujand, Moscú–Domodedovo, Noyabrsk, Simferópol, Sochi, Yerevan Chárter estacional: Antalya, Tivat |
| Utair              | Baku, Moscú–Vnukovo, Nizhnevartovsk, Yekaterinburg Estacional: Kogalym, Sabetta, Surgut, Ufa                 |
| UVT Aero           | Chelyabinsk, Kazan, Novy Urengoy, Omsk, Perm, Salejard                                                       |
| Uzbekistan Airways | Tashkent |
| Yamal Airlines     | Mirny, Tiumén                                                                                                |

## Conexiones con Samara

### Tren
El aeropuerto internacional de Samara-Kurúmoch es fácilmente accesible en el tren directo especial que conecta el aeropuerto con la ciudad a todas horas. El servicio fue abierto en 2008 en colaboración con los Ferrocarriles rusos, conectando el aeropuerto con la estación central de Samara. Se llega al centro de Samara en tren regional directo en 75 minutos aprox. Actualmente los trenes parten regularmente hasta final de la tarde.

### Bus
El aeropuerto es accesible desde la ciudad de Samara con las líneas urbanas 137, 78. Por otro lado, la línea extraurbana 326 conecta el aeropuerto con Tolyatti.